# Hluboké louky
Hluboké louky este o arie protejată (arie specială de conservare — SAC, sit de importanță comunitară — SCI) din Republica Cehă întinsă pe o suprafață de 7,9 ha, integral pe uscat.

## Localizare
Centrul sitului Hluboké louky este situat la coordonatele 48°47′16″N 16°01′52″E / 48.787778°N 16.031111°E.

## Înființare
Situl Hluboké louky a fost declarat sit de importanță comunitară în mai 2016 pentru a proteja un număr necunoscut de specii din flora spontană și fauna sălbatică aflate în arealul zonei. Situl a fost protejat și ca arie specială de conservare în iulie 2019.

## Biodiversitate
Situată în ecoregiunea panonică, aria protejată conține 1 habitat natural: Ape stătătoare oligotrofe până la mezotrofe, cu vegetație de Littorelletea uniflorae și/sau de Isoëto-Nanojuncetea.
La baza desemnării sitului se află un număr nedeclarat de specii protejate.